# Gli amanti del sogno
Gli amanti del sogno (Love Letters) è un film del 1945 di William Dieterle, ispirato al romanzo Pity My Simplicity di Chris Massie.

## Trama

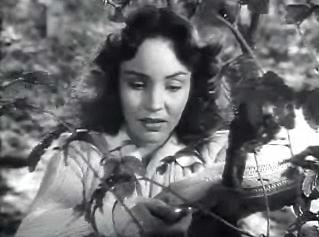
Jennifer Jones nel trailer

Dal fronte, Allen Quinton, un capitano di fanteria, scrive romantiche lettere d'amore a una donna sconosciuta, di nome Victoria, per conto di Roger, un suo amico e commilitone. Quest'ultimo, avuta una licenza, si reca presso la giovane che vive in un paesino non lontano da Londra. Victoria, credendo che egli sia l'autore delle appassionate lettere, lo sposa. Un anno dopo Allen viene congedato ed essendo segretamente innamorato della sconosciuta donna con cui aveva avuto solo un contatto epistolare, si mette alla ricerca di questa.
Apprende quindi da una sua amica che la giovane si fa chiamare ora Singleton, e che è caduta in stato di amnesia dopo una violenta lite con il dispotico marito Roger, nella quale questo è stato ucciso. Victoria, giudicata colpevole dell'omicidio, è stata condannata, ma ha scontato solo un anno di prigione dato il suo stato mentale. Allen, nonostante ciò, innamorato sempre più della ragazza, la sposa e l'aiuterà a ritrovare la memoria, e a far luce sulla morte di Roger, della quale la giovane Victoria non ha alcuna colpa.

## Produzione
Il film fu prodotto dalla Paramount Pictures; le riprese durarono da metà ottobre a metà dicembre 1944
Venne girato nei Paramount Studios al 5555 di Melrose Avenue, a Hollywood, con il titolo di lavorazione The Love Letters.

## Colonna sonora
La colonna sonora di Victor Young è stata nominata per un Oscar e comprendeva il brano di successo Love Letters. La prima pubblicazione degna di nota della canzone, con testi di Edward Heyman, fu del cantante Dick Haymes la cui registrazione raggiunse il picco di popolarità nel settembre 1945. Il brano è stato registrato da numerosi artisti tra cui Ketty Lester, Alison Moyet, Rosemary Clooney, Nat King Cole, Elvis Presley, Elton John, Del Shannon e Sinéad O'Connor. La canzone è stata utilizzata in altri film, incluso Blue Velvet di David Lynch, che presenta la versione di Ketty Lester.

## Distribuzione
Il film, distribuito dalla Paramount Pictures, venne presentato in prima a New York il 25 agosto 1945 e, sulla costa occidentale, a Los Angeles, il 4 ottobre. Uscì poi in distribuzione nazionale il 26 ottobre.
In Italia fu presentato il 2 settembre 1946 al Festival di Venezia e distribuito nelle sale ad ottobre. Il 28 ottobre 1946 venne distribuito in Svezia. Nel 1947 uscì anche in Portogallo (28 febbraio), in Spagna, a Madrid (13 ottobre) e in Turchia.

## Accoglienza

### Critica
(Gl. P. in La Stampa, 3 settembre 1946)
(Alfredo Panicucci, Avanti!, 3 settembre 1946)
(Mario Gromo, La Stampa, 13 ottobre 1946)
(Alberto Vecchietti, Avanti!, 18 ottobre 1946)
(Vice in l'Unità, 19 ottobre 1946)

## Riconoscimenti
Premi Oscar 1946: 
- Candidatura per la miglior attrice a Jennifer Jones
- Candidatura per la miglior scenografia in bianco e nero
- Candidatura per la miglior colonna sonora
- Candidatura per la miglior canzone (Love Letters)